# Fonollosa
Fonollosa är en ort och kommun i Spanien.   Den ligger i provinsen Província de Barcelona och regionen Katalonien, i den östra delen av landet, 500 km öster om huvudstaden Madrid. Fonollosa ligger 529 meter över havet och antalet invånare är 1 239.
Terrängen runt Fonollosa är kuperad. Runt Fonollosa är det tätbefolkat, med 476 invånare per kvadratkilometer. Närmaste större samhälle är Manresa, 13,4 km öster om Fonollosa. 